# Cratere Bahriyat
Bahriyat  è un cratere sulla superficie di Venere.